# 13e corps d'armée (France)
Pour les articles homonymes, voir 13e corps d'armée.
Le 13e corps d'armée est une unité de l'armée de terre de l'armée française.

## Création et différentes dénominations
- 1870 : formation du 13e corps d'armée
- 1873 : nouvelle formation
- 1er mars 1916 : renommé Groupement Alby
- 14 avril 1916 : renommé 13e Corps d'Armée

## Les chefs du13ecorpsd'armée
- 12 août 1870 - 7 novembre 1870 : Général Vinoy
- 28 septembre 1873 : Général Picard
- 20 juin 1878 : Général Wolff
- 11 février 1879 : Général Cambriels
- 11 août 1881 - 31 janvier 1883 : Général Osmont
- 27 février 1883 : Général de Bellemare
- 12 février 1885 : Général Bréart
- 28 juin 1887 - 14 mars 1888 : Général Boulanger
- 17 mars 1888 : Général Warnet
- 23 mars 1889 : Général du Bessol
- 7 février 1891 : Général Boussenard
- 28 septembre 1893 - 19 mai 1896 : Général d'Espeuilles
- 25 août 1896 : Général Jacquemin
- 10 mai 1899 - 4 novembre 1900 : Général de Boysson (Bernard Charles Claire Joseph Marie de Boysson)
- 12 décembre 1900 : Général Tournier
- 3 février 1903 : Général Girardel
- 3 février 1906 : Général Gallieni
- 24 juin 1906 : Général Bazaine-Hayter
- 11 mars 1907 : Général Percin
- 15 mai 1909 : Général Goiran
- 23 février 1910 - 21 janvier 1912 : Général Pelletier
- 25 janvier 1912 : Général d'Amade
- 18 juin 1912 : Général Ruffey
- 30 octobre 1913 : Général Alix
- 15 avril 1915 : Général Alby
- 6 octobre 1916 : Général Demange
- 19 mars 1917 : Général Vandenberg
- 24 mars 1917 : Général Linder
- 13 mai 1919 : Général Lacapelle
- 1er août 1919 : Général Linder
- 1er janvier 1921 : Général Duchêne
- 21 septembre 1921 : Général Targe
- 26 mai 1925 : Général Vidalon
- 15 décembre 1926 : Général Daugan (n'a pas rejoint)
- 31 décembre 1926 - 8 février 1930 : Général Payot
- 2 septembre 1939 - 22 juin 1940 : Général Misserey[1]

## Premier Empire
Le XIIIe corps de la Grande Armée est créé en 1813 et confié au maréchal Davout. Il est composé de trois divisions aux ordres des généraux Loison, Vichery et Paul Thiébault. Le XIIIe corps constitue la majeure partie de la garnison de Hambourg lors du siège de 1813-1814.

## Second Empire
Le 13e corps d'armée commence à se former à Paris sous les ordres du général Vinoy le 16 août 1870. 
Infanterie
Il comporte 3 divisions d'infanterie qui n'ont pas les mêmes valeurs. Seule la 2e brigade de la 3e division sous les ordres du général Guilhem, composée des 35e et 42e régiment d'infanterie de ligne, est formée de troupes anciennes bien exercées, aguerries avec une véritable solidité. Les 10 autres régiments étaient en voie de formation et les 30 bataillons qui doivent les composer arrivent successivement de tous les coins de France et sont très incomplets. Les soldats sont pour la plupart de nouveaux arrivants qui n'avaient jamais tiré à la cible avec le chassepot et ignoraient totalement le service en campagne.
Cavalerie
Une division de cavalerie devait être formée et placée sous le commandement du général Reyau, mais elle fut envoyée au camp de Châlons avant l'achèvement du 13e CA. Le 22 août une nouvelle division de cavalerie fut donnée au 13e corps pour la remplacer. 
Artillerie
Elle était réunie  au fort de Vincennes et comprenait 15 batteries soit 90 pièces composée de :
- 6 batteries divisionnaires de 4 rayé
- 3 batteries divisionnaires de mitrailleuses
- 2 batteries réserve de 4 rayé
- 4 batteries réserve de 12 rayé

L'artillerie était bien attelée, bien équipée et les artilleurs étaient suffisamment instruits. Il y avait en moyenne 3 pièces d'artillerie pour 1 000 hommes
- Guerre de 1870
  - Siège de Paris

### Composition au 16 août 1870
Composition du 13e corps d'armée, au 16 août 1870 :
Commandant en chefgénéral Joseph Vinoy
- Chef d'état-major : Général Horix de Valdan
- Génie : Colonel Dupouet
- Artillerie : Général Renault d'Ubexi
- 1re division sous les ordres du général Antoine-Achille d'Exéa-Doumerc
  - 1re brigade sous les ordres du général Mattat
    - 1 compagnie du 5e bataillon de chasseurs à pied
    - 1 compagnie du 7e bataillon de chasseurs à pied
    - 5e régiment de marche, qui deviendra le 105e régiment d'infanterie de ligne le 28 octobre 1870, formé de :
      - 4e bataillon du 2e régiment d'infanterie de ligne (10 officiers - 629 hommes)
      - 4e bataillon du 9e régiment d'infanterie de ligne
      - 4e bataillon du 11e régiment d'infanterie de ligne

    - 6e régiment de marche, qui deviendra le 106e régiment d'infanterie de ligne le 28 octobre 1870, formé de :
      - 4e bataillon du 12e régiment d'infanterie de ligne (7 officiers - 928 hommes)
      - 4e bataillon du 15e régiment d'infanterie de ligne (11 officiers - 555 hommes)
      - 4e bataillon du 19e régiment d'infanterie de ligne (8 officiers - 510 hommes)

  - 2e brigade sous les ordres du général Daudel
    - 7e régiment de marche, qui deviendra le 107e régiment d'infanterie de ligne le 28 octobre 1870, formé de :
      - 4e bataillon du 20e régiment d'infanterie de ligne
      - 4e bataillon du 23e régiment d'infanterie de ligne
      - 4e bataillon du 25e régiment d'infanterie de ligne

    - 8e régiment de marche, qui deviendra le 108e régiment d'infanterie de ligne le 28 octobre 1870, formé de :
      - 4e bataillon du 29e régiment d'infanterie de ligne
      - 4e bataillon du 41e régiment d'infanterie de ligne
      - 4e bataillon du 43e régiment d'infanterie de ligne

  - 1re compagnie de sapeurs du 2e régiment du génie
  - 3e et 4e batteries du 10e régiment d'artillerie
  - 3e batterie du 11e régiment d'artillerie
- 2e division sous les ordres du général Louis Ernest de Maud'huy
  - 1re brigade sous les ordres du général Guérin de Waldersbach
    - 9e régiment de marche, qui deviendra le 109e régiment d'infanterie de ligne le 28 octobre 1870, formé de :
      - 4e bataillon du 51e régiment d'infanterie de ligne
      - 4e bataillon du 54e régiment d'infanterie de ligne
      - 4e bataillon du 59e régiment d'infanterie de ligne

    - 10e régiment de marche, qui deviendra le 110e régiment d'infanterie de ligne le 28 octobre 1870, formé de :
      - 4e bataillon du 69e régiment d'infanterie de ligne
      - 4e bataillon du 70e régiment d'infanterie de ligne (10 officiers - 400 hommes)
      - 4e bataillon du 71e régiment d'infanterie de ligne

  - 2e brigade sous les ordres du général Blaise
    - 11e régiment de marche, qui deviendra le 111e régiment d'infanterie de ligne le 28 octobre 1870, formé de :
      - 4e bataillon du 75e régiment d'infanterie de ligne
      - 4e bataillon du 81e régiment d'infanterie de ligne
      - 4e bataillon du 86e régiment d'infanterie de ligne

    - 12e régiment de marche, qui deviendra le 112e régiment d'infanterie de ligne le 28 octobre 1870, formé de :
      - 4e bataillon du 90e régiment d'infanterie de ligne
      - 4e bataillon du 93e régiment d'infanterie de ligne
      - 4e bataillon du 95e régiment d'infanterie de ligne

  - 15e compagnie de sapeurs du 2e régiment de génie
  - 3e et 4e batteries du 2e régiment d'artillerie
  - 4e batterie du 9e régiment d'artillerie
- 3e division sous les ordres du général Georges Eugène Blanchard
  - 1re brigade sous les ordres du général baron de Susbielle
    - 1 compagnie du 1er bataillon de chasseurs à pied
    - 1 compagnie du 2e bataillon de chasseurs à pied
    - 13e régiment de marche, qui deviendra le 113e régiment d'infanterie de ligne le 28 octobre 1870, formé de :
      - 4e bataillon du 28e régiment d'infanterie de ligne
      - 4e bataillon du 32e régiment d'infanterie de ligne
      - 4e bataillon du 49e régiment d'infanterie de ligne (10 officiers - 306 hommes)

    - 14e régiment de marche, qui deviendra le 114e régiment d'infanterie de ligne le 28 octobre 1870, formé de :
      - 4e bataillon du 55e régiment d'infanterie de ligne
      - 4e bataillon du 67e régiment d'infanterie de ligne
      - 4e bataillon du 100e régiment d'infanterie de ligne

  - 2e brigade sous les ordres du général Guilhem
    - 35e régiment d'infanterie de ligne (3 bataillons)
    - 42e régiment d'infanterie de ligne

  - 15e compagnie de sapeurs du 3e régiment du génie
  - 3e batterie du 9e régiment d'artillerie
  - 3e et 4e batteries du 13e régiment d'artillerie
- Réserve d'artillerie
  - 3e et 4e batteries du 14e régiment d'artillerie
  - 3e et 4e batteries du 6e régiment d'artillerie
  - 3e et 4e batterie du 12e régiment d'artillerie
- Cavalerie sous les ordres du général Reyau (À partir du 22 août)
  - 1re brigade sous les ordres du général de Gerbrois
    - 1er régiment de chasseurs à cheval
    - 9e régiment de chasseurs à cheval

  - 2e brigade sous les ordres du général Ressayre
    - 8e régiment de cuirassiers
    - 9e régiment de cuirassiers

## De 1873 à 1914
Recréée en 1873, avec état-major à Clermont-Ferrand. Comprend les départements de l'Allier, de la Loire, du Puy-de-Dôme, de la Haute-Loire et du Cantal.
Composition :
- 25e Division d'Infanterie (Saint-Étienne)
- 26e Division d'Infanterie(Clermont-Ferrand)
- 13e brigade de cavalerie
- 13e brigade d'artillerie

## Première Guerre Mondiale

### Composition

#### À la mobilisation de 1914
Représentant la région de Clermont-Ferrand ; il est essentiellement composé d'auvergnats. Il est subordonné, au début de la Première Guerre mondiale à la Ire armée.
25e division d'infanterie
- 49e brigade :

38e régiment d'infanterie
86e régiment d'infanterie
- 50e brigade :

16e régiment d'infanterie
98e régiment d'infanterie
- Cavalerie :

3e régiment de chasseurs (1 escadron)
- Artillerie :

36e régiment d'artillerie de campagne (3 groupes 75)
- Génie :

4e régiment du génie (compagnie 13/1)
26e division d'infanterie
- 51e brigade :

105e régiment d'infanterie
121e régiment d'infanterie
- 52e brigade :

92e régiment d'infanterie
139e régiment d'infanterie
- Cavalerie :

3e régiment de chasseurs (1 escadron)
- Artillerie :

16e régiment d'artillerie de campagne (3 groupes 75)
- Génie :

4e régiment du génie (compagnies 13/2)
Éléments organiques de corps d'armée, régiments rattachés au long du conflit au 13e CA :
- Régiments d'Infanterie :

22e régiment d'infanterie territorial
41e bataillon de chasseurs à pied
43e bataillon de chasseurs à pied
50e bataillon de chasseurs à pied
71e bataillon de chasseurs à pied
- Cavalerie (rattachée au 13e CA) :

3e régiment de chasseurs (4 escadrons)
- Artillerie :

54e régiment d'artillerie de campagne (4 groupes 75)
- Génie :

4e régiment du génie (compagnies 13/3, 13/4, 13/16, 13/21)
- Autres :
  - 13e escadron du train des équipages militaires
  - 13e section de secrétaires d'état-major et du recrutement
  - 13e section d'infirmiers militaires
  - 13e section de commis et ouvriers militaires d'administration

### Historique

#### 1914 - 1915
- 6 - 10 août : transport par VF dans la région de Darnieulles.
- 10 - 21 août : offensive par Cirey-sur-Vezouze en direction de Sarrebourg.

14 août : combat dans la région sud et sud-ouest de Cirey-sur-Vezouze.
20 août : combat vers Hartzwiller, Schneckenbusch - Oberhammer et Brouderdorff (Bataille de Sarrebourg).
- 21 - 25 août : repli derrière la Mortagne, dans la région nord-ouest Rambervillers.

21 septembre : combat de Voyer.
- 25 août - 10 septembre : engagé dans la bataille de la Mortagne. Combat dans la région de Rambervillers. À partir du 2 septembre, stabilisation dans la région de Xaffévillers, bois d'Anglemont.
- 10 - 14 septembre : retrait du front et transport par VF dans la région de Creil.
- 14 - 25 septembre : mouvement vers Noyon. À partir du 16 septembre, engagé dans la première bataille de l'Aisne (combats sur les deux rives de l'Oise), puis dans la première bataille de Picardie (combat dans la région de Lassigny).
- 25 septembre 1914 - 15 février 1916 : stabilisation puis occupation d'un secteur vers Ribécourt, Beuvraignes (guerre des mines à Beuvraignes).

1er juillet 1915 front étendu à gauche jusque vers Andechy.

#### 1916
- 15 - 23 février : retrait du front dans la région de Pont-Sainte-Maxence.
- 23 février - 14 avril : transport par VF dans la région de Revigny-sur-Ornain. À partir du 1er mars engagé dans la bataille de Verdun, dans la région Béthincourt, Avocourt.

20 - 23 mars : combats au bois de Malancourt et d'Avocourt.
28 mars : attaque allemande dans la région de Malancourt.
29 mars : contre-attaque française.
30 mars : réduction du secteur à droite jusqu'au bois d'Avocourt (inclus).
6 avril : contre-attaque française.
9 avril : attaque allemande.
- 14 - 27 avril : retrait du front, transport par VF dans la région de Verberie ; repos.
- 27 avril - 2 décembre : mouvement vers le front et occupation d'un secteur entre l'Oise et Pernant. Le 19 novembre, réduction du secteur à gauche jusqu'à Tracy-le-Mont.
- 2 décembre 1916 - 19 janvier 1917 : retrait du front dans la région de Betz. À partir du 7 décembre, transport par VF dans la région de Neufchâteau ; repos et instruction.

#### 1917
- 19 - 25 janvier : transport par VF de Liffol-le-Grand et de Damblain à Verberie et à Nanteuil-le-Haudouin ; puis repos dans la région de Clairoix.
- 25 janvier - 19 mars : occupation d'un secteur vers Ribécourt et le massif de Thiescourt. À partir du 17 mars, poursuite des troupes allemandes (retrait allemand) par Thiescourt et Saint-Simon.

18 mars : occupation de Noyon.
- 19 mars - 2 avril : retrait du front ; travaux dans la région de Noyon et Guiscard.
- 2 avril - 29 juin : mouvement vers Ham, occupation d'un secteur vers Essigny-le-Grand, Roupy (jusqu'au 17 mai en liaison avec l'armée britannique).

3 - 4 avril : prises de Dallon, de Giffécourt, de Grugies, de Castres et de Rocourt-Saint-Martin.
13 avril : attaque sur Saint-Quentin ; puis stabilisation du front dans la région abords de Saint-Quentin, Urvillers.
26 mai : secteur étendu à gauche vers Pontruet (en liaison avec les troupes britanniques).
- 29 juin - 22 juillet : retrait du front, transport par VF de Ham et de Nesle, dans la région est de Bar-le-Duc ; repos et instruction. À partir du 6 juillet, repos à Ville-sur-Cousances.
- 22 juillet - 10 septembre : occupation d’un secteur vers le sud de Béthincourt, la cote 304 et Avocourt.

1er août : violente attaque allemande dans la région d'Avocourt.
20 août : engagé dans la bataille de Verdun, attaque et progression vers la cote 304 et Avocourt, le 24 août prise de la cote 304. Organisation des positions conquises.
- 10 - 27 septembre : retrait du front, mouvement vers Givry-en-Argonne ; repos. À partir du 20 septembre, mouvement vers Futeau ; repos.
- 27 septembre 1917 - 21 août 1918 : occupation d'un secteur vers la région ouest d'Avocourt et le Four de Paris. Du 7 janvier au 18 février 1918, extension du secteur à droite jusqu'à Avocourt inclus.

6 février : extension du secteur à gauche jusqu'au bois de Beaurain. Fréquentes actions locales de part et d'autre.
25 mars : extension du secteur à droite jusqu'à la route Esnes, Montfaucon-d'Argonne.
29 mars : extension à droite jusqu'à l'ouest de Forges-sur-Meuse.
du 4 au 16 juillet : réduction à gauche jusqu'au ravin de la Houyette.

#### 1918
- 21 août - 2 septembre : relève par un corps d'armée italien et à partir du 22 août occupation d'un nouveau secteur dans la région tranchée de Calonne, Damloup.

30 août : secteur réduit à droite vers Watronville.
- 2 -11 septembre : retrait du front ; transport vers Châlons-sur-Marne. le 7 septembre, transport par camions de Châlons-sur-Marne vers Jâlons et Flavigny.
- 11 septembre - 20 octobre : occupation d'un secteur vers les abords nord-ouest de Reims et Jonchery-sur-Vesle. À partir du 30 septembre, engagé dans la bataille de Saint-Thierry (bataille de Champagne et d’Argonne) et dans son exploitation.

1er octobre : franchissement de la Vesle vers Muizon.
3 octobre : prise de Loivre.
5 octobre : franchissement du canal de l'Aisne à la Marne.
6 - 11 octobre : combat sur la Suippe (région de Saint-Étienne-sur-Suippe).
13 octobre : franchissement de l'Aisne à Asfeld.
- 20 - 30 octobre 1918 : engagé dans la bataille de la Serre, combat dans la région Le Thour, Saint-Germainmont, Recouvrance.
- 30 octobre - 5 novembre : organisation d’un secteur dans la région de Recouvrance, Herpy-l'Arlésienne.
- 5 - 11 novembre : poussée vers la Meuse, poursuite suivant l'axe Saint-Fergeux, Arreux et progression jusqu'à Bel-Air et au Varidon.

### Rattachement
- 1re armée

2 août - 11 septembre 1914
29 octobre - 7 décembre 1916
18 janvier - 22 mars 1917
- 2e armée

21 septembre 1914 - 1er juillet 1915
27 février - 16 avril 1916
29 juin 1917 - 4 septembre 1918
- 3e armée

23 - 27 février 1916
30 juin - 29 octobre 1916
22 mars - 29 juin 1917
- 4e armée

2 - 7 septembre 1918
- 5e armée

7 septembre - 11 novembre 1918
- 6e armée

11 - 21 septembre 1914
1er juillet 1915 - 23 février 1916
- 8e armée

2 - 18 janvier 1917
- 10e armée

16 avril - 30 juin 1916
- Détachement d'armée de Lorraine

7 décembre 1916 - 2 janvier 1917

## Seconde Guerre mondiale

### Composition
Grandes unités:
- 54e division d'infanterie
- 104e division d'infanterie de forteresse
- 105e division d'infanterie de forteresse

Cavalerie : 
- 23e groupe de reconnaissance de corps d'armée]

Artillerie
- 116e régiment d'artillerie lourde